# Alexander Marent
Alexander Marent (Alberschwende, 21 febbraio 1969) è un ex fondista austriaco.

## Biografia
In Coppa del Mondo debuttò il 7 dicembre 1991 a Silver Star (33°) e ottenne l'unico podio il 20 dicembre 1998 a Davos (3°).
In carriera prese parte a due edizioni dei Giochi olimpici invernali, Albertville 1992 (19° nella 10 km, 22° nella 30 km, non conclude la 50 km, 27° nell'inseguimento, 9° nella staffetta) e Salt Lake City 2002 (23° nella 15 km, 4° nella staffetta), e a quattro dei Campionati mondiali (5° nella staffetta a Thunder Bay 1995 il miglior risultato).

## Palmarès

### Coppa del Mondo
- Miglior piazzamento in classifica generale: 45º nel 1999
- 1 podio (a squadre[1]):
  - 1 terzo posto

### Campionati austriaci
- 14 medaglie[2]:
  - 2 argenti (30 km nel 1997; inseguimento nel 2000)
  - 12 bronzi (30 km nel 1990; 15 km TC, 15 km TL, 30 km nel 1991; 10 km, 30 km nel 1994; 10 km nel 1996; 10 km, 30 km nel 1998; 30 km nel 2000; 30 km, 50 km nel 2003)